# Kantaro: The Sweet Tooth Salaryman
Kantaro: The Sweet Tooth Salaryman (さぼリーマン甘太朗, Saboriman Kantarou),  Kantaro: O vendedor guloso no Brasil, é um live-action de comédia produzida pela TV Tokyo em associação com a Netflix. A trama gira em torno de Ametani Kantarou, interpretado por Onoe Matsuya, um assalariado (salaryman) em uma editora. Seus colegas o veem como um trabalhador rápido e eficiente em que todos podem confiar, mas na realidade ele aproveita o tempo entre as visitas no seu trabalho, em horário comercial, para comer doces. A primeira temporada conta com 12 episódios de 24 minutos e foi lançada pela TV Tokyo entre 13 de julho e 29 de setembro, e pela Netflix em 7 de julho de 2017.
A série é baseada no mangá Saboriman Ametani Kantarou (さぼリーマン 飴谷甘太朗) escrito por Tensei Hagiwara e ilustrado por Inoue ABD. Durante 1 ano foi publicado mensalmente na revista Morning e possui 2 volumes lançados.
Embora a história seja fictícia, os locais das lojas são reais e todas estão localizadas em Tóquio no Japão. Cada episódio é centrado em um doce ou sobremesa tipicamente japonesa, como anmitsu, kakigōri, mitsumame, ou uma adaptação japonesa de um prato estrangeiro, como parfait, éclair, panqueca ou matcha bavaroise.

## Elenco
- Onoe Matsuya (尾 上 松 也) como Ametani Kantarou
- Ishikawa Ren (石川 恋) como Dobashi Kanako
- Minagawa Sarutoki (皆川 猿 時) como Miyake Toru
- Onoue Hiroyuki (尾 上 寛 之) como Yamaji Daisuke
- Shimizu Hazuki (清水 葉 月) como Sano Erika[5]

#### Convidados
- Kentaro Ito (伊藤 健 太郎) como Takarabe Yutaka (Ep. 4 e 11)
- Yagi Masayasu (八 木 将 康) como Gogase Hiroki (Ep. 5)
- Nakamura Yasuhi (中 村 靖 日) como Matsuzawa Fuufu (Ep. 6)
- Moriguchi Yoko (森 口 瑤 子) como Ametani Eriko (Ep.9)
- Simone (シモネ) como Maria Matsuzawa (Ep. 6)[6]

## Produção
- Escritor original: Manga Saboriman Ametani Kantarou de Hagiwara Tensei (萩 原 天晴)
- Roteirista: Murakami Hiroki (村上 大樹), Adachi Shin (足 立 紳), Yamaguchi Toshiyuki (山口 智 之), Sakai Yoshifumi (酒井 善 史)
- Produtor: Narita Gaku , Kobayashi Fuminori (小林 史 憲)
- Diretor: Moriya Kentaro (守 屋 健 太郎) 6 episódios, Ishida Yusuke (石田 雄 介) 4 episódios, Takashima Natsuki 2 episódios
- Música: Makido Taro (牧 戸 太郎)
- Música tema: "Ice Cream" (アイスクリーム) Itowokashi (イトヲカシ)[7]

## Episódios
| N.º do episódio | Titulo                           | Dirigido por      | Escrito por | Data de estreia original |
| --- | -------------------------------- | ----------------- | ----------- | ------------------------ |
| 1 | "Anmitsu"                        | Kentarô Moriya    | TBA         | TBA                      |
| O programador Kantaro começa seu primeiro dia como representante de vendas em uma editora. Seus colegas acham que ele é legal e eficiente, mas ele realmente só está trabalhando duro, então tem tempo para provar e comer doces no horário comercial! Neste episódio, ele visita a Kanmidokoro Hatsune , uma tradicional loja de doces em Ningyōchō. |                                  |                   |             |                          |
| 2 | "Raspadinha japonesa" (Kakigori) | Kentarô Moriya    | TBA         | TBA                      |
| Em um dia quente, Kantaro mal pode esperar para desfrutar de uma raspadinha bem gelada. Um dos dois lugares da raspadinha japonesa neste episódio é Kooriya Peace (氷屋 ぴ ぃ す), que está localizado em Kichijōji . |                                  |                   |             |                          |
| 3 | "Mamekan"                        | Kentarô Moriya    | TBA         | TBA                      |
| Dobashi continua suspeitando que ele esconde algo. Kantaro tenta completar um triatlo de mamekan. As três lojas apresentadas neste episódio são Kanmidokoro Irie, Umemura e Sagamiya. |                                  |                   |             |                          |
| 4 | "Parfait"                        | Yusuke Ishida     | TBA         | TBA                      |
| Kantaro é parabenizado no escritório por ser o primeiro em vendas, apesar de sua atividade paralela no horário de trabalho. Ele não está nem aí, mas o sempre competitivo Takarabe tem outros planos em mente. Kantaro come o parfait de pêssego no Kajitsuen Libre em Shinjuku. Dobashi traz dorayaki de Seijuken para o escritório como armadilha para tentar revelar o segredo de Kantaro.                                                            |                                  |                   |             |                          |
| 5 | "Panquecas"                      | Yusuke Ishida     | TBA         | TBA                      |
| Kantaro recebe a tarefa de acompanhar o novato para averiguar como ele faz suas vendas. Enquanto é interrogado para obter dicas de vendas vai pensando em uma maneira de se separar para provar as panquecas. Dobashi suspeita que Kantaro pode ser o autor do popular blog Sweet Amablo. Kantaro consegue comer a panqueca no Coffee Tengoku em Asakusa.                                                                                                |                                  |                   |             |                          |
| 6 | "Bavaroise de matcha"            | Natsuki Takashima | TBA         | TBA                      |
| Kantaro é perseguido por um artista de mangá que está em busca de inspiração para seu próximo e aguardado trabalho. A fim de satisfazer seu desejo por tentar responder se o doce é japonês ou ocidental, Kantaro terá que mediar problemas conjugais entre o artista e sua esposa ocidental (Brasileira). Enquanto isso, Dobashi continua tentando descobrir se ele come doces enquanto trabalha. Este episódio apresenta Kinozen em Iidabashi, Tóquio. |                                  |                   |             |                          |
| 7 | "Savarin"                        | Natsuki Takashima | TBA         | TBA                      |
| Dobashi sai com seu chefe para visitar as livrarias afim de aumentar as vendas. Eles acabam saboreando um savarin em um café francês, o Café Recherche em Yokohama . A loja está agora permanentemente fechada desde setembro de 2019. |                                  |                   |             |                          |
| 8 | "Ohagi"                          | Yusuke Ishida     | TBA         | TBA                      |
| Kantaro aceita um pedido de seu chefe para que cuide do seu filho. Ele já tem em mente o doce tradicional que vai comer. Com o ohagi comprado para viagem consegue convencer o garoto de não dedura-lo ao seu chefe. Kantaro adquiri seu ohagi neste episódio na loja Takeno a Ohagi . |                                  |                   |             |                          |
| 9 | "Éclair"                         | Yusuke Ishida     | TBA         | TBA                      |
| Enquanto Kantaro tenta desfrutar seu éclair ele recebe um telefonema de sua mãe, que é dentista, dizendo que vai dormir ir em sua casa. Ela sempre o proibiu de comer doces e Kantaro terá que usar todas as suas artimanhas para degustar seu éclair na sua residência. Os éclairs são da Rue de Passy . |                                  |                   |             |                          |
| 10 | "Pudim de caramelo"              | Kentarô Moriya    | TBA         | TBA                      |
| Kantaro fica até mais tarde em seu trabalho com o objetivo de comer um pudim de caramelo, que são conhecidos como doces noturnos ( 夜スイーツ - Yoru suitsu), mas seu chefe volta e o convida para confraternizar. O restaurante de estilo italiano que serve o pudim de caramelo é o Esse Due em Akasaka. |                                  |                   |             |                          |
| 11 | "Chocolate"                      | Kentarô Moriya    | TBA         | TBA                      |
| Kantaro convida Takarabe para provar chocolate e ensina a importância da autoindulgência enquanto provam cacaus originários de vários países. Minimal é a loja de chocolates apresentada neste episódio. |                                  |                   |             |                          |
| 12 | "Mont Blanc"                     | Kentarô Moriya    | TBA         | TBA                      |
| Kantaro começa a perder a compostura devido ao excesso de trabalho. Será que ele vai desfrutar de algum doce sazonal? A loja que tem a castanha como base em todo seu cardápio é a Waguriya . |                                  |                   |             |                          |